# Augustenallee

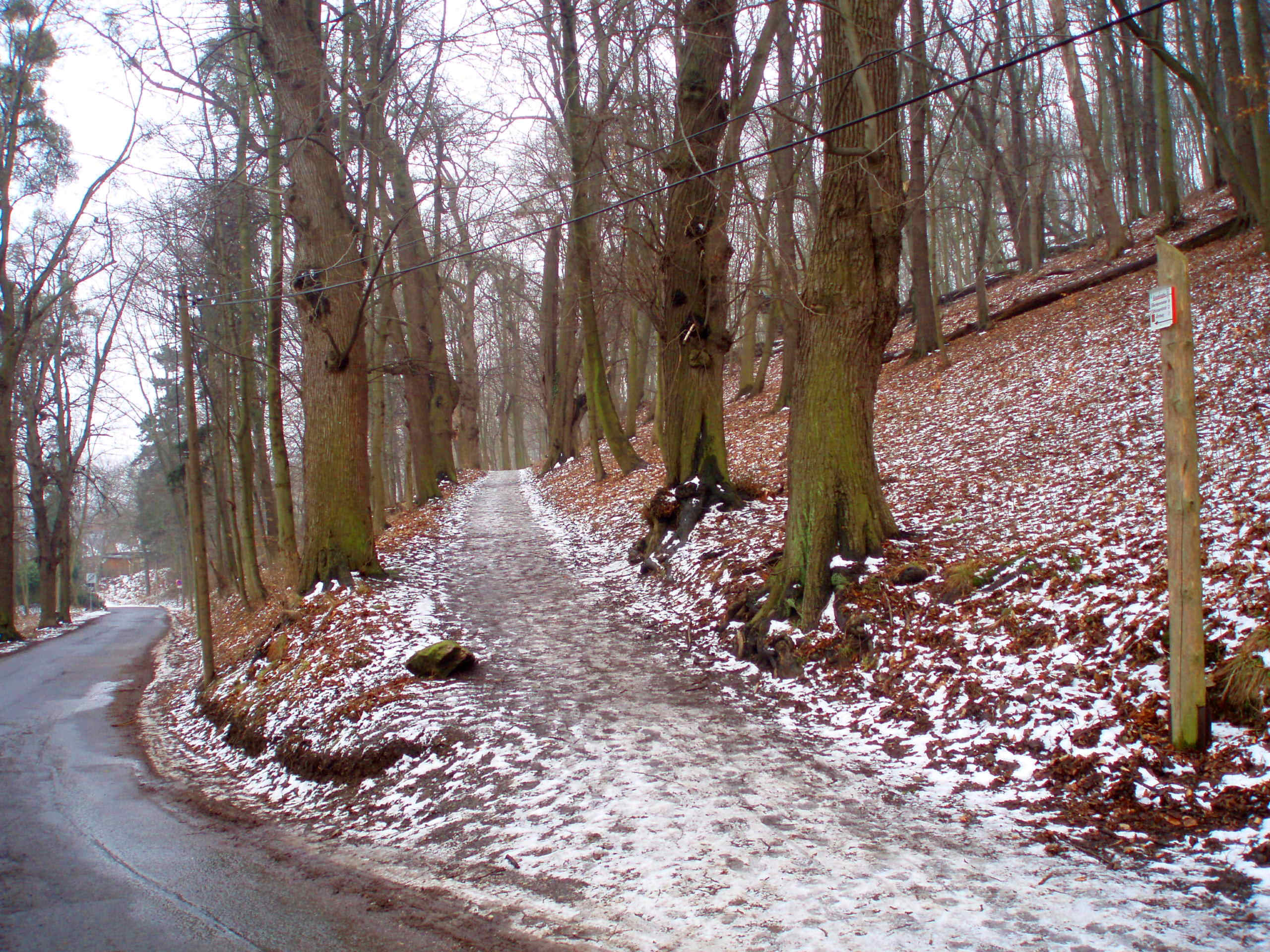
Blick in die Augustenallee

Augustenallee, zeitgenössisch auch Großer Augustenweg, ist der Name eines Weges im Tiergarten unterhalb von Schloss Wernigerode, Landkreis Harz, Sachsen-Anhalt.

## Geschichte
Nachdem 1745/46 ein neues Lusthaus in der sogenannten Schmuck angelegt worden war, beauftragte der regierende Graf Christian Ernst zu  Stolberg-Wernigerode Hanß Flißen und Cons. einen Weg „vom Schloß nach der Schmuck“ anlegen zu lassen, der im Herbst 1746 fertiggestellt wurde. Dieser Weg wurde kurz darauf mit Linden gepflanzt, für deren geraden Wuchs vom Wernigeröder Zimmermeister Müller im Februar 1750 Pfähle angefertigt wurden. Bereits 1798 erwähnt Hans Dietrich von Zanthier in seiner Tiergartenbeschreibung, dass die Augustenallee „ein breiter, zum Fahren sehr schöner Weg“ ist, der „auf beiden Seiten mit starcken Bäumen besetzt“ ist. Die erwähnten Linden waren damals bereits 50 Jahre alt.

## Verlauf
Der ursprüngliche Wegverlauf war folgender:  Der Beginn war unter dem Wall [von Schloss Wernigerode] an der nördlichen Seite des Thiergartens. Nach rechts gingen von ihm zunächst der Annenweg, der Kleine Augustenweg und der Amalienweg ab. Es folgte auf der rechten Seite eine nur wenige Jahre bestehende Sitzbank, in deren Nähe der Kleine Augustenweg wieder in den Hauptweg einmündete. 
Nach links gingen vom Großen Augustenweg folgende Wege ab: Kirschallee und kurz danach der Hilleken-Steig. Auf der linken Seite  befand sich um 1800 noch ein in Notfällen zu gebrauchender Fahrweg, der auch zur Holzabfuhr diente, doch während der Westphälischen Zeit aufgeforstet wurde. Wo auf der rechten Seite der Kleine Augustenweg in den Hauptweg einfiel, ging linker Hand die Pflaumenallee ab, die nach 1800 in Kleine Kirschallee umbenannt worden ist. Hier  befand sich neben der Allee eine Vertiefung, vermuthlich ein alter Erdfall, der die Form eines Bassins hat und ietzt mit Birken und Fichten cultivirt ist. Man nennt sie die Josephsgrube.
Auf der rechten Seite stand hier die Veltheims Bank jenseits eines kleinen Eichenwaldes, von der man eine Aussicht in das flache  Land der Grafschaft Wernigerode hatte. Nicht weit von dieser Bank gingen damals vom Großen Augustenweg nach rechts der Marienweg, die Kastanienallee, der Richtige Weg und nach links, neben der zur Erzeugung von  ausländischen Holzsorten angelegten Plantage, die Nußallee ab. An  der Stelle dieser Plantage befindet sich heute eine kleine Wiesenfläche, auf der bis 1940 die Schöne Tanne stand.
Etwas  weiter hin, so schreibt Graf Christian Friedrich zu  Stolberg-Wernigerode ergänzend zu Zanthiers Aufzeichnungen,  befindet sich eine alte Anlage von Bogengängen und Teichen, die sonst die Solitude, jetzt die neue Welt genannt wird. Einer  dieser Teiche existiert heute noch als ausgeschildertes Feuchtbiotop.
Das Ziel des Großen Augustenweges war das Augusten- oder Grüne Haus, beide Begriffe waren um 1800 noch gebräuchlich. Unweit dieses Lusthauses stand ein Wildschuppen, bei dem der Große Augustenweg mit dem Gräfin-Weg zusammentrifft.